# ريكس كيلباتريك
ريكس كيلباتريك (بالإنجليزية: Rex Kilpatrick)‏ هو لاعب كرة قدم أمريكية أمريكي، ولد في 26 ديسمبر 1881 في بريدجبورت في الولايات المتحدة، وتوفي في نوفمبر 1955 في سبرينغ لاك في الولايات المتحدة.